# Utroderia richardii
Austroderia richardii là một loài thực vật có hoa trong họ Hòa thảo. Loài này được (Endl.) Zotov mô tả khoa học đầu tiên năm 1963.
Austroderia richardii là một trong 5 loài thuộc chi Austroderia, đặc hữu của New Zealand. Nó xảy ra ở Đảo Nam và có thể cả ở Đảo Bắc. Nó cũng là loài được du nhập ở Tasmania, Australia. 
Đây là loại cỏ thường xanh thường xanh, thường được trồng rộng rãi ở các vùng ôn đới với những đám hoa màu trắng bạc xuất hiện vào mùa hè và kéo dài đến mùa đông, và tăng lên đến 60 cm. Giống như người thân nó được sử dụng nhiều trong hoa khô. Nó đã đạt được Giải thưởng Garden Merit của Hiệp hội Vườn Hoàng gia.